# Ray Conniff
Ray Conniff (Attleboro, 1916. november 6. – Escondido, 2002. október 12.) Joseph Raymond Conniff amerikai harsonás, zenekarvezető és hangszerelő volt. Leginkább az 1960-as években volt világszerte ismert együttesével, a Ray Conniff Singers-szel.

## Pályakép
Apjától tanult harsonán játszani és egy könyvből megtanult hangszerelni.

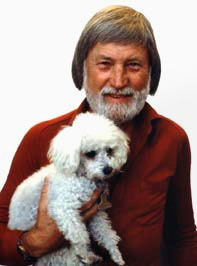

A második világháborúban töltött katonai szolgálata után a Columbia Recordsnál kapott hangszerelői munkát. Számos előadóval tudott így együtt dolgozni, köztük volt Johnnie Ray, Frankie Laine, Rosemary Clooney, Guy Mitchell és Marty Robbins is.
1954-ben készített egy feldolgozást a Don Cherry's Band of Gold számára, amely több millió példányban kelt el. Így megnyílt előtte az első saját album elkészítésének lehetősége, amely a S Wonderful! − és más jól ismert dalok gyűjteménye; zenekarral, kórussal, okosan lemezre kevert hangokkal.
Ugyanebben az évben kiadta az 'S Marveloust' és az 'S Awful Nice-t.
1957-1968 között 28 albuma volt az USA Top 40-ben. Több millió példányban keltek el. A Lara's Theme – amely a Doctor Zhivago (1965) című filmhez íródott – szintén bekerült a kislemezek amerikai legjobb tízébe.
1969-ben az albumlista élére került az Egyesült Királyságban zenekarával, kórusával, énekeseivel, 1974-ben pedig az első amerikai népszerű előadó lett, aki Oroszországban vett fel lemezt.
Későbbi albumai, köztük az Exclusivamente Latino, Amor Amor és Latinisimo, népszerűvé tették nagy latin-amerikai zene követői körében.
2002 októberében, 85 éves korában bekövetkezett haláláig koncertezett.

## Diszkográfia
- 1956: 'S Wonderful!
- 1957: Dance the Bop!
- 1957: 's Marvelous
- 1958: 's Awful Nice
- 1958: Concert in Rhythm, Vol.1
- 1958: Broadway in Rhythm
- 1958: Hollywood in Rhythm
- 1959: It's The Talk of the Town
- 1959: Conniff Meets Butterfield
- 1959: Christmas with Conniff
- 1959: Concert in Rhythm, Vol.2
- 1960: Young at Heart
- 1960: Say It with Music (A Touch of Latin)
- 1960: Memories Are Made of This
- 1961: Somebody Loves Me
- 1961: 'S Continental
- 1962: So Much in Love
- 1962: Rhapsody in Rhythm
- 1962: We Wish You a Merry Christmas
- 1962: The Happy Beat
- 1963: You Make Me Feel So Young
- 1963: Speak to Me of Love
- 1964: Friendly Persuasion
- 1964: Invisible Tears
- 1965: Love Affair
- 1965: Music From 'Mary Poppins', 'The Sound of Music', 'My Fair Lady' & Other Great Movie Themes
- 1965: Here We Come A-Caroling
- 1965: Happiness Is
- 1966: Ray Conniff's World of Hits
- 1966: En Español (The Ray Conniff Singers Sing It in Spanish)
- 1967: This Is My Song
- 1967: Ray Conniff's Hawaiian Album
- 1967: It Must Be Him
- 1968: Honey
- 1968: Turn Around Look at Me
- 1968: I Love How You Love Me
- 1969: Live Europa Tournee 1969/Concert in Stereo
- 1969: Jean
- 1969: Concert In Stereo: Live At 'The Sahara Tahoe'
- 1970: Bridge Over Troubled Water
- 1970: We've Only Just Begun
- 1970: Love Story
- 1971: Great Contemporary Instrumental Hits
- 1971: I'd Like to Teach the World to Sing
- 1972: Love Theme from The Godfather
- 1972: Alone Again (Naturally)
- 1972: I Can See Clearly Now
- 1973: Ray Conniff in Britain
- 1973: You Are the Sunshine of My Life
- 1973: Harmony
- 1973: The Way We Were
- 1974: The Happy Sound of Ray Conniff
- 1974: Ray Conniff In Moscow
- 1975: Laughter in the Rain
- 1975: Another Somebody Done Somebody Wrong Song
- 1975: Love Will Keep Us Together
- 1975: I Write the Songs
- 1975: Live in Japan
- 1975: Ray Conniff Plays Carpenters
- 1976: Send in the Clowns
- 1976: Theme from S.W.A.T. and Other TV Themes
- 1976: After the Lovin'
- 1977: Exitos Latinos
- 1978: Ray Conniff Plays the Bee Gees and Other Great Hits
- 1979: I Will Survive
- 1980: The Perfect '10' Classics
- 1980: Exclusivamente Latino
- 1981: Siempre Latino
- 1982: The Nashville Connection
- 1982: Musik für Millionen
- 1982: Amor Amor
- 1983: Fantastico
- 1984: Supersonico
- 1985: Campeones
- 1986: Say You Say Me
- 1986: 30th Anniversary Edition
- 1987: Always in My Heart
- 1988: Interpreta 16 Exitos De Manuel Alejandro
- 1990: Ray Conniff Plays Broadway
- 1991: 'S Always Conniff
- 1993: Latinisimo
- 1995: 40th Anniversary
- 1997: Live in Rio (aka Mi Historia)
- 1997: I Love Movies
- 1998: My Way
- 1999: 'S Country
- 1999: 'S Christmas
- 2000: Do Ray Para O Rei

## Filmek
- Ray Conniff az IMDb-n

## Díjak
- Haromszor jelölték Grammy-díjra és egyszer meg is kapta, 1967-ben (Somewhere My Love (Lara's Theme From Dr. Zhivago)
- http://mthoenicke.magix.net/public/conniff/Awards.pdf